# Svarttjärnsåsen
Svarttjärnsåsen är ett naturreservat om 78 hektar omväxlande naturskog som ligger i nordvästra delarna av Ånge kommun nära gränsen mot Jämtland. Skogen är rik på död ved och hålträd, vilket gynnar många arter. Reservatet bildades 1998 och är antaget som Natura 2000-område.